# معاملة المثليين في رومانيا
يواجه الأشخاص من المثليين والمثليات ومزدوجي التوجه الجنسي والمتحولين جنسياً (اختصاراً: LGBT) في رومانيا تحديات قانونية لا يواجهها غيرهم من المغايرين جنسيا. تعتبر رومانيا عموما محافظة اجتماعيا فيما يتعلق بحقوق المثليين. ومع ذلك، فقد أحرز البلد تقدمًا كبيرًا في تشريعات حقوق المثليين منذ عام 2000. ففي العقدين الماضيين، تم إلغاء تجريم المثلية الجنسية، وإدخال وتطبيق قوانين واسعة النطاق ضد التمييز، ومساواة سن القانونية للنشاط الجنسي، وإصدار قوانين ضد جرائم الكراهية ضد المثليين. وعلاوة على ذلك، أصبح مجتمع المثليين أكثر حضورا في السنوات الأخيرة، نتيجة لأحداث مثل فخر بوخارست السنوي وليالي الأفلام المثلية في كلوج نابوكا. في عام 2006، عينت هيومان رايتس ووتش رومانيا كواحدة من خمس دول في العالم حققت «تقدمًا مثاليًا في مكافحة انتهاكات الحقوق القائمة على التوجه الجنسي أو الهوية الجندرية».

## قانونية النشاط الجنسي المثلي
قانون العقوبات الذي أصدره ألكساندرو إيوان كوزا في عام 1864، والذي استلهمه أساسًا من قانون العقوبات الفرنسي لعام 1810 (الذي، مع مرور الوقت، أزال التمييز الجنائي ضد المثلية الجنسية)، لم يعامل النشاط الجنسي المثلي بشكل مختلف عن النشاط الجنسية المغاير، وبالتالي، كانت المثلية غير قانونية إلا إذا تم القيام بها بدون رضا الطرفين. بدءا من عام 1878، لم يعاقب القانون الترانسلفاني-المجري المقابل الرجال المثليين إلا إذا تورطوا في أعمال مثلية بالعنف، مثل الاغتصاب أو محاولة الاغتصاب. وبالمثل، عاقبت مملكة بوكوفينا الاغتصاب المثلي خلال المادة 129 من القانون النمساوي.
تم ضم كل من المنطقتين إلى رومانيا بعد الحرب العالمية الأولى، لذلك وضعت رومانيا قانون العقوبات الوطني الجديد. وقد قام قانون العقوبات الروماني، الذي تأثر بالتشريعات المعادية للمثليين في الدول الفاشية الشمولية، بتجريم المثلية الجنسية في البلاد لأول مرة في عام 1937. حظر قانون العقوبات الروماني (وهو نتيجة للنقاش العام حول الجنس) المثلية الجنسية في العلن فقط (المادة 431 تعاقب "الأفعال الجنسية" التي يتم ممارستها بين الرجال أو بين النساء، في حالة إثارة فضيحة عامة "). في عام 1948، تم تمديد هذه المثلية "العامة" من قبل المحكمة بحيث تضمنت جميع المواقف مهما كانت عامة أو خاصة إذا "أثارت فضيحة"، وبالتالي أصبحت المثلية الجنسية غير قانونية بحكم الأمر الواقع. في قانون العقوبات الجديد لجمهورية رومانيا الاشتراكية، المادة 431 تشديد العقوبات على ما لا يقل عن سنتين وسجن لمدة أقصاها 5 سنوات. في عام 1957، تمت إزالة إشارة "الفضيحة العامة"، وتم تجريم أي نشاط جنسي مثلي. بعد صعود نيكولاي تشاوتشيسكو إلى السلطة، في عام 1968، تم تعديل القانون الأساسي مرة أخرى، حيث أدخل المادة 200 ونقل المخالفة من المجال العام إلى القطاع الخاص:
1. يعاقب من يقوم بالعلاقات الجنسية بين الأشخاص من نفس الجنس بالسجن من سنة إلى خمس سنوات.
2. يعاقب بالحبس من سنتين إلى 7 سنوات القانون المنصوص عليه في الفقرة 1، المرتكب لذلك ضد قاصر، ضد شخص غير قادر على الدفاع عن نفسه أو للإعراب عن إرادته، أو بالإكراه.
3. إذا كان الفعل المنصوص عليه في الفقرتين 2 و 3 يؤدي إلى ضرر خطير في السلامة البدنية أو الصحة، فإن العقوبة هي السجن من 3 إلى 10 سنوات، وإذا كانت النتيجة وفاة أو انتحار الضحية، فإن العقوبة هي السجن من 7 إلى 15 سنة.
4. يعاقب بالسجن لمدة تتراوح بين سنة وخمس سنوات التحريض على شخص أو تشجيعه على ممارسة هذا الفعل المنصوص عليه في الفقرة 1.

في عام 2000، بدأت رومانيا مفاوضات الانضمام إلى الاتحاد الأوروبي، وكان على البلاد أن تظهر التقدم في تنسيق قوانينها مع تشريعات الاتحاد الأوروبي. على وجه الخصوص، كان على رومانيا أن تثبت أن حقوق الأقليات الجنسية لم تنتهك سياسات البلاد وتشريعاتها. وكان لإمكانية دخول الاتحاد الأوروبي في نهاية المطاف تأثير قوي على التغيير القانوني. في يناير 2001، اعتمدت حكومة أدريان نيستاسه المرسوم رقم. 89/2001 وهو مرسوم طارئ، ألغى المادة 200 من قانون العقوبات وعدل المواد الأخرى التي تشير إلى جرائم جنسية لتجنب المعاملة التمييزية. دخل هذا القانون حيز التنفيذ في يناير 2002، بعد أن وقع الرئيس إيون إليسكو على القانون الجديد.
لا يوجد حاليا أي قوانين ضد المواطنين من مجتمع المثليين في رومانيا، فضلا عن تلك التي تحرمهم من المساواة في الزواج. منذ عام 2002، أصبحت السن القانونية للنشاط الجنسي متساوياً لكل من النشاط الجنسي المثلي والنشاط الجنسي المغاير على سن 15 سنة.
في أواخر عام 2007 اقترح حزب رومانيا العظمى اليميني المتطرف قانونًا في مجلس الشيوخ يحظر «نشر الأفكار والمظاهر من قبل المثليين والمثليات»، والذي تم تصميمه في المقام الأول لمنع عرض مهرجان الأفلام المثلية السنوي في بوخارست. رفض مجلس الشيوخ الاقتراح في 11 فبراير 2008، مع تصويت 17 صوتا لصالحه، مقابل 27 صوتا ضده، مع امتناع 16 عضوا عن التصويت (17-27-16).

## الاعتراف القانوني بالعلاقات المثلية
رومانيا من بين الدول الأخيرة في الاتحاد الأوروبي التي لا تعترف بأي شكل من أشكال الاعتراف القانوني بالعلاقات المثلية. يحدد الدستور الروماني الأسرة كزواج متفق عليه بين الزوجين، دون تحديد جنسهما. وعلى الرغم من هذا، لا يترك التشريع أي مجال للتأويل لممثلي الحالة الزوجية. لا يمكن أن يكون الزواج إلا اتحاد رجل واحد وامرأة واحدة، ولا يستطيع الأزواج المثليون الحصول على حماية الدولة قانونًا كأسرة واحدة.
وعلاوة على ذلك، يحظر القانون المدني زواج المثليين، ولا توجد صعوبة في تنفيذ هذه الأحكام.
في أبريل 2013، أعلن عضو الحزب الخضر، ريموس تشيرنيا، عن مشروع قانون يمنح الشركاء المثليين نفس الحقوق الخاصة بالأزواج المغايرين، مما أثار ردود فعل عنيفة من المعارضين لذلك. في 7 يوليو 2013، قدم سيرنيا مشروع القانون في مجلس الشيوخ، في انتظار تلقي التقارير والموافقات من اللجان البرلمانية المعنونة في ديسمبر 2013. في 17 ديسمبر 2013، رفض مجلس الشيوخ مشروع القانون في تصويت صوتين اثنين فقط لصالحه مقابل 110 ضده (2-110). بعد إرسال إلى مجلس النواب، تم هزيمة مشروع القانون رسمياً في تصويت 4 أصوات لصالحه مقابل 298 ضده في 11 يونيو 2014 (4-298).
في 7 يونيو/حزيران 2013، حاولت رومانيا تعديل دستورها لحظر زواج المثليين من خلال لجنة مكلفة بتعديله، مع تصويت 15 نائباً في اللجنة لصالح ذلك، وامتناع ثلاثة أعضاء عن التصويت. ولكن، تم سحب التعديل بعد كل من ردود الفعل الداخلية والدولية.
في أكتوبر 2014، قدم تشرينيا مرة أخرى مشروع قانون الشراكة المدنية إلى البرلمان. في أبريل 2015، رفضه مجلس الشيوخ في تصويت 8 أصوات لصالحه، مقابل 49 ضده (8-49). في ديسمبر 2015، وصل مشروع القانون إلى مجلس النواب حيث تم رفضه مرة أخرى.
رفع رجل روماني دعوى قضائية يسعى فيها إلى الاعتراف بزواجه من رجل أمريكي (تم عقد الزواج رسميا في بلجيكا، حيث الزواج القانوني من نفس الجنس) أمام المحكمة الدستورية الرومانية، التي تشاورت مع محكمة العدل الأوروبية في هذا الشأن. حكمت محكمة العدل الأوروبية في يونيو 2018 في كومان وآخرون ضد المفتشية العامة للهجرة ووزارة الداخلية بأنه لدى الأزواج المثليين نفس الحق في الإقامة إذا تم تنفيذ الزواج قانونيًا في دولة من دول الاتحاد الأوروبي.
في مارس 2018، أعرب رئيس مجلس الشيوخ «كالين بوبيسكو- تيريتشينو» ورئيس مجلس النواب ليفيو دراغنيا عن عزمهم على تقنين الشراكات المدنية للشركاء المثليين. في هذا الصدد، قدم المجلس القومي لمكافحة التمييز مشروع قانون يمكن من خلاله للشركاء المغايرين أو الشركاء المثليين الذين لا يريدون أو لا يستطيعون الزواج أن يختاروا إضفاء الصفة الرسمية على اتحاد توافقي مسجل لدى موظف الأحوال المدنية. وفي عام 2018 أيضًا، قضت أعلى محكمة في رومانيا بأنه يجب منح الأزواج من نفس الجنس نفس حقوق الإقامة في الدولة. في سبتمبر من عام 2018، قضت المحكمة الدستورية الرومانية أنه يجب أن يتمتع الشركاء المثليون بنفس الحقوق القانونية للأزواج المغايرين.

## التبني وتنظيم الأسرة
لا ينص القانون رقم 273/2004 بشأن إجراءات التبني في رومانيا على شرط أن يكون المتبنيان مغايرين، لذا فإنه بموجب القوانين المحلية يمكن أن يدعي أحد المثليين أنه تبنى طفلاً. علاوة على ذلك، في قضية قضية إي بي ضد فرنسا (2008)، قضت الدائرة الكبرى في محكمة ستراسبورغ بأن رفض السلطات السماح لشخص بتبني طفل على أساس التوجه الجنسي يخلق اختلافًا في المعاملة غير متوافق مع حقوق الإنسان. من ناحية أخرى، لا تمنح رومانيا الحق في التبني المشترك أو تبني أحد الشريكين للطفل البيولوجي للشريك الآخر.
من القانوني للنساء العازبات، بما في ذلك المثليات، الوصول إلى تقنيات التلقيح بالمساعدة، مثل التلقيح الاصطناعي. في عام 2005، حكمت المحكمة الدستورية بأنه من غير الدستوري رفض الإنجاب بمساعدة طبية، مثل التلقيح الصناعي، للأفراد العازبين أو لغير المتزوجين.

## الهوية الجندرية والتعبير عنها
منذ عام 1996، أصبح من الممكن لشخص خضع لجراحة إعادة تحديد الجنس أن يغيّر جنسه بشكل قانوني في وثائقه الرسمية. ومع ذلك، فإن القانون الذي يتعلق بقدرة الأشخاص المتحولين جنسياً على تغيير هويتهم غامض وغير كامل، مما يؤدي إلى عدم الاتساق في الممارسات القضائية المتعلقة بالاعتراف القانوني بالهوية الجندرية. في بعض الحالات، رفضت السلطات الاعتراف بالتغيير في الهوية ما لم يكن هناك تدخل طبي لتغيير الجنس. بسبب الإجراء القانوني الصعب للاعتراف بنوع الجنس، غالباً ما يكون من المستحيل على الأشخاص المتحولين جنسياً الحصول على وثائق تعكس هويتهم الجندرية، مما يؤدي إلى صعوبات في جميع الخدمات التي تتطلب وثائق هوية (الرعاية الصحية، تذاكر المرور، الخدمات المصرفية).
ويقدم قانون بيانات التسجيل المدني والقانون المتعلق بإجراءات وثائق الهوية توجيهات غير مباشرة بشأن إجراء تغيير الجنس والتغييرات في الأسماء وبيانات الهوية. تغيير الأحوال المدنية يتطلب قرار المحكمة، على شهادة صادرة عن المعهد الوطني للطب القانوني بعد إجراء تدخلي والتعسفي تم تطويره لملء الفراغ القانوني.

## الخدمة العسكرية
يسمح للأشخاص المثليين والمثليات ومزدوجي التوجه الجنسي بالخدمة علنا في الجيش الروماني. ووفقاً لسياسة التجنيد الخاصة بوزارة الدفاع، «من حق كل مواطن روماني المشاركة في الهياكل العسكرية لبلدنا، بغض النظر عن توجههم الجنسي». ومع ذلك، يختار العديد من الأفراد العسكريين المثليين، إن لم يكن معظمهم، عدم الكشف عن توجههم الجنسي في أماكن العمل بسبب الخوف المستمر من التمييز.

## الحماية من التمييز

خريطة رومانيا مع علم فخر المثليين

في عام 2000، سن البرلمان الروماني قانونًا يحظر التمييز صراحةً على أساس الميول الجنسية في مجموعة متنوعة من المجالات، بما في ذلك التوظيف، وتوفير السلع والخدمات، والسكن، والتعليم، والرعاية الصحية، والبرامج السمعية البصرية. والنظام القضائي والخدمات العامة الأخرى والضمان الاجتماعي. وقد تم اختبار القانون، وهو من بين الأكثر شمولية في الاتحاد الأوروبي. وقد تم تطبيقه بنجاح من قبل المجلس الوطني لمكافحة التمييز، وهي هيئة المساواة في رومانيا، التي فرضت غرامات على عدد من الأفراد والشركات على التمييز على أساس التوجه الجنسي. مثال على ذلك عندما تم تغريم تاروم، شركة الطيران الوطنية، بسبب رفضها السماح للشركاء المثليين بالاستفادة من تخفيضاتهم على الأزواج في يوم عيد الحب 2005. وبالإضافة إلى فرض غرامة، أجبر المجلس الوطني لمكافحة التمييز شركة تاروم على تصحيح الوضع.

### الحماية الدستورية ضد التمييز
في 5 يونيو 2013، صوتت لجنة برلمانية لمراجعة الدستور لتشمل التوجه الجنسي كفئة محمية ضد التمييز في الدستور الجديد. صوتت اللجنة نفسها، في اليوم التالي، لتغيير شكل قانون الزواج الحالي، الذي يصف الزواج بأنه «اتحاد توافقي بين الزوجين»، إلى الشكل الأكثر تقييدا، واصفا إياه بأنه «اتحاد بين رجل وامرأة لوحدهما». وبالتالي حظر زواج المثليين. ما أثار سلسلة من ردود الفعل من المجتمع المدني ومنظمات محلية ودولية، مثل أكسبت (بالرومانية: ACCEPT)‏ ومنظمة العفو الدولية، قامت اللجنة بسحب كلا التعديلين.
واحتجت عشرات المنظمات غير الحكومية على هذه الخطوة (لسحب الحماية الدستورية من التمييز على أساس التوجه الجنسي)، وقالوا «إن أعضاء لجنة المراجعة الدستورية ينكرون حماية المواطنين الذين هم في أمس الحاجة إليها»، و «كدولة عضو من الاتحاد الأوروبي، يلزم على رومانيا تنفيذ أحكام قانون المجتمعات في التشريع الوطني».
يعتقد عضو الحزب الأخضر، ريموس تشيرنيا، وهو من أشد المؤيدين لحقوق المثليين، والذي قدم مشروع قانون فاشل إلى مجلس الشيوخ من أجل تشريع الاتحادات المدنية، أن هذه الخطوة «نكسة ديمقراطية واضحة؛ ينبغي الآن إدراج رومانيا بين أكثر الدول المعادية للمثليين جنسياً في العالم».

### تشريعات جرائم الكراهية
تم تعديل قانون العقوبات في عام 2006 ليشمل التحريض على التمييز. وينص التعديل نفسه على نية تمييزية كظرف مشدد في ارتكاب جريمة جنائية. وهذا يعني أن حقيقة أن الجريمة كانت مدفوعة بالتحيز ضد كراهية المثليين قد تؤدي إلى حكم أعلى. ومع ذلك، من الصعب تقييم ما إذا كانت هذه الأحكام مطبقة بالفعل.

### قوانين ضد خطاب الكراهية ضد مجتمع المثليين
في عام 2006، تم تعديل قانون العقوبات من أجل تجريم التحريض على الكراهية والتحرش على أساس التوجه الجنسي. ومع ذلك، لم يتم تطبيق هذا القانون بعد؛ وبالفعل، فقد استمرت مسيرات عامة ضد المثلية الجنسية من قبل ناشطين يمينيين متطرفين، تتضمن شعارات معادية للمثليين، في عدة مناسبات دون مقاضاتهم.

## التبرع بالدم
مثل الولايات المتحدة والمملكة المتحدة وعدة دول غربية أخرى، تحظر رومانيا حاليا الرجال الذين مارسوا الجنس مع الرجال من التبرع بالدم، وذلك بسبب افتراض العدوى بالأمراض المنقولة جنسيا. ومع ذلك، في سبتمبر 2007، قرر المجلس الوطني الروماني لمحاربة التمييز أن هذا الحظر غير قانوني، ويشكل تمييزًا على أساس التوجه الجنسية وخلق «جوًا معاديًا ومهينًا وهجوميًا للمثليين جنسياً». وأمر المجلس، وهو مراقب رومانيا للمساواة، بوزارة الصحة لإزالة الحظر المفروض على الرجال الذين يمارسون الجنس مع الرجال الذين يتبرعون بالدم. في يناير 2008، من أجل الامتثال لحكم المجلس، أصدرت وزارة الصحة قانونًا جديدًا يزيل الحظر على الرجال الذين مارسوا الجنس مع الرجال من التبرع بالدم. ومع ذلك، لم يتم تنفيذ القانون بعد. وعلاوة على ذلك، في 29 أبريل 2015، اقترحت محكمة العدل الأوروبية في مدينة لوكسمبورغ استبعاد مثليي الجنس من قائمة المتبرعين بالدم، دون اتخاذ قرار اعتبار التمييز على أساس التوجه الجنسي.

## الحوادث المعادية للمثليين

### حادث كرونيكا كيركوتاشيلور في عام 2007
في 28 مارس 2007، أعطى مجلس السمعي البصري الوطني غرامة تقدر ب10،000 ليو روماني (3000 €) لتلفزيون بريما لبرنامج الكوميديا الساخرة، كرونيكا كيركوتاشيلور، عن الإدلاء بتعليقات معادية للمثليين. في حلقتين، زعم مقدمو العروض في المسرحية ميركيا سولكانو، مقدم برامج في قناة «أكاسي تي في» الذي أعلن عن كونه مثلي الجنس. وبرر رئيس المجلس الوطني السمعي البصري، رالو فيليب، الغرامة بالقول «شعرت أنه من غير المقبول الطريقة التي يسخرون بها من التوجه الجنسي بهذه الطريقة، خاصة أنها تتعلق بزميل». وتمثل هذه المرة الأولى التي يتم فيها تغريم برنامج سمعي بصري من أجل رهاب المثلية في رومانيا، استناداً إلى المادة 46 من القانون السمعي البصري، مما يمنع البرامج من احتواء أي تمييز على أساس العرق والإثنية والجنس والتوجه الجنسي. أثار هذا الحادث نقاشًا عامًا حول رهاب المثلية وتمثيل الأشخاص المثليين في وسائل الإعلام. ذكر أتيلا غاسباريك، نائب رئيس المجلس الوطني السمعي البصري، أن كرونيكا كيركوتاشيلور بالإضافة إلى العروض التليفزيونية البارزة الأخرى ، ستستمر تحت «المراقبة الصارمة ... لأن لها تأثيرًا كبيرًا للغاية، وهو سبب يجب أن نكون صارمين جدًا في مراقبتنا».

### حوادث عام 2012
في 7 نوفمبر/تشرين الثاني، تعرض سبعة شبان للاعتداء في بوخارست في المدرسة الوطنية للعلوم السياسية والإدارة العامة بعد حضورهم مناقشة أكاديمية حول تاريخ المثلية الجنسية في رومانيا.

### أحداث عام 2013
في 11 فبراير 2013، خلال شهر تاريخ المثليين، تم تعليم الطلاب في مدرسة جورج كوكوبو ثنائية اللغة الثانوية حول قضايا المثليين، وعن أهيتها خلال ندوة خارج المنهج الدراس، تم إخبارهم عن مظاهرات الفخر المثليين، وشجعوا على المشاركة في أنشطة المدرسة خلال شهر تاريخ المثليين. وقد احتج عدد من الآباء والأمهات والمنظمات غير الحكومية اليمينية والقاضي علانية ضد هذه المبادرة، وكتبوا إلى الحكومة والبرلمان وطلبوا وقف هذه الأنشطة على الفور. وتضمنت الرسالة المفتوحة شكاوى تستند في معظمها إلى أسس دينية. وقد تم فتح تحقيق رسمي في هذه المبادرة.
في مساء يوم 20 فبراير، تم قطع عرض فيلم الأطفال كلهم على ما يرام في بوخارست في متحف الفلاحين الرومانيين على يد حوالي 50 من المتطرفين اليمينيين الذين أوقفوا العرض بعد بضع دقائق من بدئه. كان العرض جزء من شهر تاريخ المثليين في المتحف. اعتدت الجماعة المعادية للمثليين على مشاهدي الأفلام الذين سموهم ب«الوحوش» و «الحثالة» هاتفين «الموت للمثليين جنسياً» و «نحن لا نريدكم هنا» و «أنتم لست رومانيين». وإلى جانب الهجوم، قام المهاجمون أيضاً بتصوير الحاضرين. ثم شرعوا في غناء النشيد الوطني الروماني والترانيم المسيحية الأرثوذكسية، واستخدموا الرموز الدينية وكذلك الرموز الفاشية (التحية النازية).
وفي حالة أخرى حظيت بتغطية إعلامية واسعة ، أعطى المجلس الوطني السمعي البصري غرامة قدرها 10,000 ليو إلى قناة أنتينا 1 وتلقت توبيخًا من شركة فريمانتلميديا، وهي شركة تلفزيون بريطانية تحمل رخصة برنامج ذا إكس فاكتور في جميع أنحاء العالم ، بعد أن قام تشيلو، وهو قاض في النسخة الرومانية من العرض، بإدلاء تصريحات تمييزية ضد متسابق إيطالي مثلي الجنس علنا.

### أحداث 2017
في أكتوبر/تشرين الأول 2017، اختلف رئيس الجمهورية ورئيس الحكومة بسبب الاختلافات في وجهات النظر حول قبول المثلية الجنسية في المجتمع. تم اقتراح استفتاء دستوري يحظر زواج المثليين صراحة إذا وافق عليه أغلبية الناخبين الرومانيين. لاتوافق جماعات حقوق المثليين في رومانيا على ذلك، في حين قام بعض النشطاء الأجانب من الولايات المتحدة وروسيا بحملة لذلك.
جرى الاستفتاء في رومانيا يومي 6 و 7 أكتوبر 2018، وفشل في النهاية حيث بلغت نسبة الإقبال 21.1% فقط، أقل من الحد الأدنى المطلوب لحصة الاقتراع بنسبة 30%.

## المواقف الاجتماعية
تأييد الرومانيين لزواج المثليين (2017 استطلاع عام)
على الرغم من إلغاء آخر قانون ضد المثليين، المادة 200، في عام 2001، لا تزال المواقف المجتمعية تجاه المواطنين المثليين والمثليات تمييزية إلى حد كبير، ولا سيما في المناطق الريفية. لا يزال العديد من الرومانيين يفكرون في مجتمع المثليين على أنهم «مرضى» وعلى الرغم من أن عددًا من الجمعيات تدعم حقوق «الأقليات الجنسية»، تظل المؤسسات الرومانية الهامة متحرجة من ذلك. يعتبر المثليون غريبين، وقد أعلنت الكنيسة الرومانية الأرثوذكسية علناً عدم قدرتها على التسامح في هذا الموضوع. واجهت مسيرة فخر بوخارست معارضة كبيرة وعنيفة في بعض الأحيان من الجماعات اليمينية المتطرفة (وخاصة «اليمين الجديد»). على الرغم من أن الشرطة حمت مسيرة الفخر من الأذى. علاوة على ذلك، نظمت جماعة اليمين الجديد «مسيرات للحياة الطبيعية» في نفس اليوم الذي أقيم فيه موكب فخر المثليين، مع شعارات ضد حقوق المثليين والاعتراف القانوني بالعلاقات المثلية.
وإضافة إلى «اليمين الجديد» هناك عدد من الأحزاب (بما في ذلك حزب رومانيا الكبرى، حزب المحافظين والحزب الديمقراطي الليبرالي السابق) الذين احتجوا على مهرجانات ومسيرات المثليين في بوخارست وكلوج نابوكا.
في سبتمبر 2006، أجرى المجلس الثقافي البريطاني دراسة استقصائية في مدن رومانية مختلفة سعت، من بين أمور أخرى، إلى التحقق من معتقدات الشباب الروماني (الذين تتراوح أعمارهم بين 15 و 25) فيما يتعلق بحقوق المثليين. من بين الذين شملهم الاستطلاع، اعتقد 39.1%: أنه ينبغي تمديد حقوق المثليين ، و 35.9% يعتقدون أن وضع حقوق المثليين مرضي في رومانيا، بينما صرح 15.6% من الأشخاص بأن لدى المثليين حقوقًا كثيرة. 9.4% لم يقرروا. بالإضافة إلى ذلك، ذكر 71.9% من الشباب الذين شملهم الاستطلاع أنه يجب حماية حقوق المثليين، مما يشير إلى مستويات عالية نسبيا من القبول بين هذه الديموغرافية. أظهر استطلاع أجرته منظمة أكسبت أن 61% من الطلاب الذين لديهم توجه جنسية مختلف ويتعرفون على هذا قد تعرضوا للتنمر البدني أو اللفظي من قبل أقرانهم.
كشف استطلاع يوروباروميتر للتمييز في الاتحاد الأوروبي في أواخر عام 2006، أن المواقف من التمييز على أساس التوجه الجنسية كانت مماثلة لتلك الخاصة ببلدان الاتحاد الأوروبي الأخرى. يعتقد 47% من الرومانيين أن التمييز على أساس التوجه الجنسي كان «واسع الانتشار»، أقل بقليل من متوسط الاتحاد الأوروبي البالغ 50%. بالإضافة إلى ذلك، فإن 55% من الرومانيين كانوا يؤيدون اتخاذ تدابير محددة لتوفير فرص متساوية في التوظيف على الرغم من التوجه الجنسي، أقل من متوسط معدل الاتحاد الأوروبي البالغ 66%. 67% من الرومانيين سيوافقون على الكشف عن توجههم الجنسي في التعداد بشكل مجهول «إذا كان ذلك يمكن أن يساعد في مكافحة التمييز في رومانيا»، في حين أن 16% فقط سيعارضون كليًا (أقل من متوسط الاتحاد الأوروبي البالغ 28%). يعتقد 58% من الرومانيين أن المثلية الجنسية لا تزال من المحرمات في رومانيا، وهو أعلى من متوسط الاتحاد الأوروبي البالغ 48%، ولكن أقل من كل من إيطاليا، اليونان، أيرلندا، النمسا والسويد.
وأظهرت استطلاعات الرأي الأخرى أن الرومانيين غير متسامحين فيما يتعلق بالمثلية الجنسية، بما في ذلك استطلاع أجرته جالوب عام 2003 لمعهد السياسات العامة. في الاستطلاع ، قال 45% من المستطلعين أن المثليين لا ينبغي أن يعاملوا مثل الآخرين في المجتمع. يعتقد 37% أنه ينبغي تجريم المثلية الجنسية؛ ويعتقد 40% أن المثليين جنسيا يجب ألا يسمح لهم بالعيش في رومانيا. وأجرت مؤسسة سوروس أيضا في يونيو 2011 مسحا حيث يشعر 80% من المستطلعين أنه لا يوجد أي مبرر لقبول المثلية الجنسية على الرغم من أنها أصبحت غير قانونية منذ عام 2001.
وتبين الدراسات الاستقصائية الأخرى أن الأشخاص المثليين والمثليات ومزدوجي التوجه الجنسي والمتحولين جنسيا يشكلون مجموعة من الأقليات الموصومة بالعار مثل المجموعات الضعيفة الأخرى مثل الغجر أو الأشخاص المصابين بفيروس نقص المناعة البشرية. تنتشر الأحكام المسبقة والأفكار النمطية ضد المثليين على نطاق واسع في رومانيا، ويبدو أن التعبير عن رهاب المثلية ما زال مشروطا ومحترما - أكثر مما هو مقبول لأي مجموعة أقلية أخرى. ومع ذلك، فقد انخفض عدد الرومانيين الذين يقولون أنهم لا يريدون جارًا مثليًا من 86% في عام 2001 إلى 61% في عام 2007. لا تزال المثلية مسألة اجتماعية وسياسية. الحجج التي تصف المثلية الجنسية باعتبارها «الرذيلة» أو «الخطيئة ضد الطبيعة» شائعة.
في 3 أبريل 2012، أصدر المجلس القومي لمكافحة التمييز تقريره «التصورات والمواقف فيما يتعلق بالتمييز في رومانيا» مع الاستنتاجات التالية:
- يعتقد 17% من المستطلعين أن الأقليات الجنسية تعاني من التمييز العنيف؛
- يعتقد 18% من المستطلعين بأن الأقليات الجنسية تتعرض للتمييز ضد القليل جداً؛
- أجاب 30% أنهم يشعرون بالراحة قليلا.
- أجاب 31% بأنهم لن يشعروا بالراحة في جميع الحالات قرب شخص مثلي.
- أجاب 40% بأنهم سيتضايقون إذا كان أطفالهم سيتعلمون من معلم مثلي الجنس.
- صرح 48% أنهم سيعانون من انزعاج شديد إذا اكتشفوا أن أحد أفراد العائلة كان مثليًا.
- صرح 54% بأنهم لن يتناولوا طعامًا مع شخص مثلي الجنس؛
- أفاد 63% بأنهم سيشعرون بالضيق الشديد إذا حاول شخص مثلي أن يبين إعجابه بهم.

في 7 نوفمبر 2012، أصدر المعهد الروماني للتقييم والاستراتيجية دراسة ثلاثية الأجزاء. في الجزء الثاني، تشير الدراسة إلى مستوى التسامح التالي تجاه الأشخاص المثليين:
- أفاد 79.7% من الذين شملهم الاستطلاع أنهم لا يريدون وجود جار مثلي.
- يفضل 53% أن تكون المثلية الجنسية غير قانونية (مقارنة مع 62% في عام 2006).

### العنف ضد الأشخاص من مجتمع المثليين
أظهر استطلاع 2013 من قبل وكالة الحقوق الأساسية التابعة للاتحاد الأوروبي أن رومانيا تحتل المرتبة الثالثة، بعد كرواتيا وبلغاريا، في البلدان التي لديها أعلى مستويات رهاب المثلية. قال 21% من أعضاء الأقليات الجنسية في رومانيا إنهم تعرضوا للهجوم أو التهديد بالعنف في السنوات الخمس الماضية. لا تحدث الإساءات في الشارع فحسب بل في المدارس أيضًا. وينتمي من قام بالتمييز وأعمال العنف من جميع مناحي الحياة - الجيران والمعارف، والمسؤولين عن إنفاذ القانون وزملاء العمل والمعلمين وزملاء الدراسة.
بعد استطلاع أجرته منظمة أكسبت، تظهر المعلومات حول الأشخاص المثليين والمثليات ومزدوجي التوجه الجنسية والمتحولين جنسياً:
- تعرض 68.2% من المستطلعين لأعمال تمييز أو إقصاء مختلفة بسبب ميولهم الجنسية أو هويتهم الجندرية؛
- تم إهانة أكثر من 50٪ منهم؛
- تم تهديد 30% منهم بالعنف الجسدي.
- تم طرد أو استبعاد 25% منهم عمدا؛
- عانى 25% من التحرش الجنسي.

نسبة النساء اللواتي تعرضن للتحرش الجنسي أكبر من نسبة الرجال، في حين أن مضايقة الشرطة تحدث بنسبة أعلى لمثليي الجنس من الرجال؛
تمثل الشوارع المكان الذي وقعت فيه معظم أعمال التمييز (49.5%)، يليها الأماكن الخاصة بالمثليين (27.9%).

## ظروف الحياة

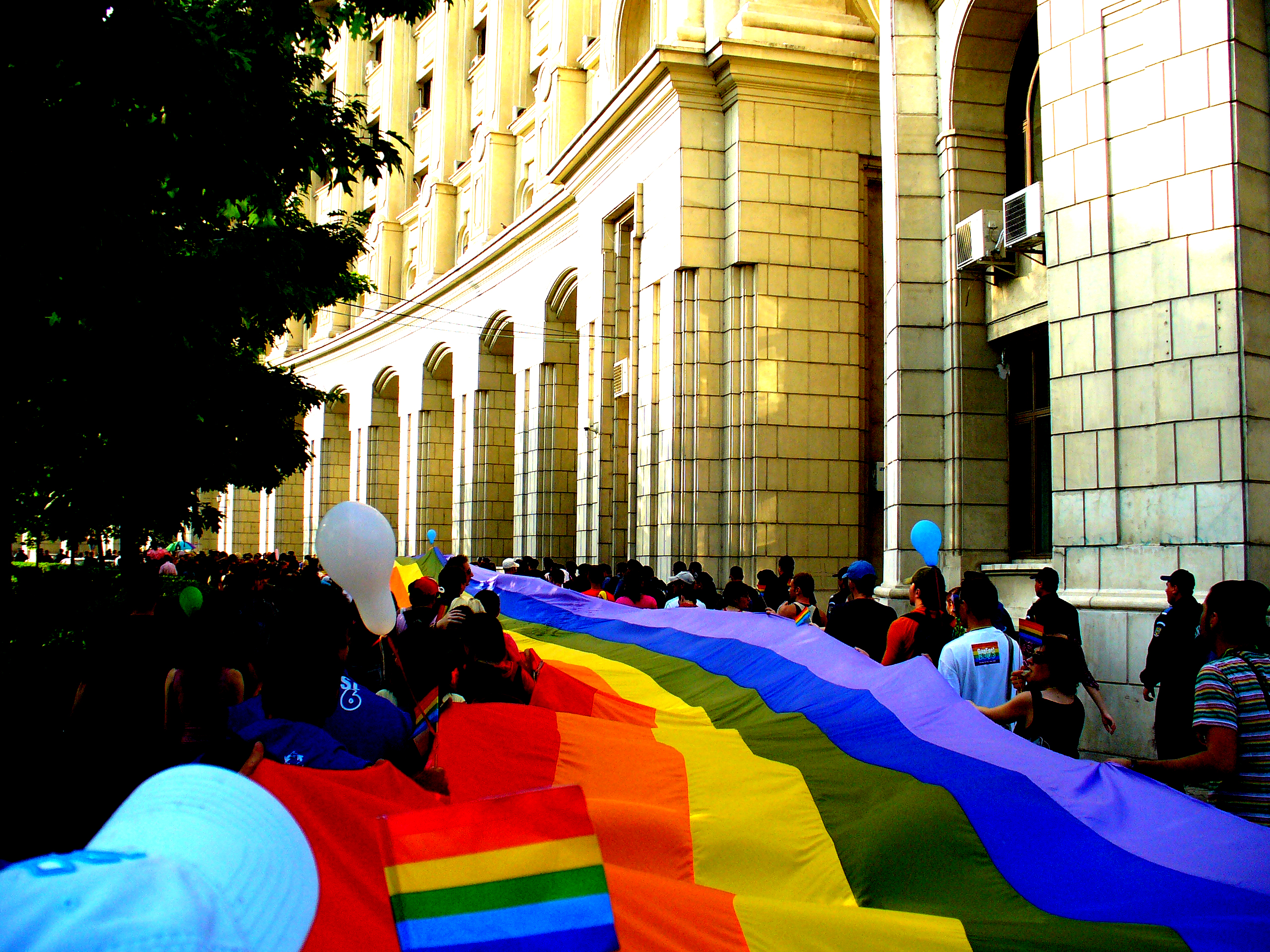
علم قوس قزح معروض في فخر بوخارست عام 2006

لا تزال مظاهر المثلية الجنسية علنا غير شائعة خارج المراكز الحضرية الرئيسية، وغالبًا ما يظل الرومانيون المثليون والمثليات ومزدوجو التوجه الجنسي غير معلنين عن توجههم الجنسي في المناطق المغلقة. توجد أكبر وأبرز مجتمع المثليين في بوخارست وفي كلوج نابوكا، والتي تضم بعض النوادي المثليّة والمناسبات الثقافية. عقدت مسيرات الفخر في بوخارست سنويا منذ عام 2005، التي نظمتها أكسبت، أكبر منظمة في رومانيا تدافع عن حقوق المثليين. هناك أيضا العديد من الأحداث التي عقدت في كلوج نابوكا من قبل كن ملاكا (بالإنجليزية: Be An Angel)‏، وهي منظمة أخرى لحقوق المثليين. تشمل هذه ليالي الأفلام المثلية السنوية وهو مهرجان دولي للسينما المثلية، وتقدم جائزة غالا المثلية، التي تعترف بأولئك الذين ساهموا في ثقافة المثليين، والملكة المتحولة الرومانية ، وهي مسابقة ملكة جمال المتحولين.
وقد أدى تزايد الوصول إلى الإنترنت في السنوات القليلة الماضية إلى تطوير وسائل الإعلام والمدوّنات الإلكترونية على الإنترنت. وتشمل النشرات الإخبارية على الإنترنت الرئيسية آنجيليكيس (بالرومانية: Angelicuss)‏ وغاي وان (بالرومانية: GayOne)‏. في أكتوبر 2008، أطلقت كن ملاكا أول قناة تلفزيونية لمجتمع المثليين في رومانيا، هي قناة آنجيليكيس التلفزيونية، والتي تبث فقط عبر الإنترنت. وفي الوقت نفسه، توقفت معظم وسائل الإعلام التقليدية المثلية عن النشر؛ لا يوجد حاليا أي مجلات أو صحف مطبوعة.
على الرغم من أن بوخارست لديها عدد من الفنانين المعروفين بكونهم «معلنين عن توجههم الجنسي»، والناشطين والصحفيين، يعملون على القضاء على التمييز المنظم ضد مجتمع المثليين، فإن الأنشطة خارج العاصمة تميل إلى أن تكون محدودة نتيجة للقمع السياسي والديني والمجتمعي. على الرغم من زيادة إمكانية الوصول إلى المجتمع النشط في بوخارست من خلال وسائل التواصل الاجتماعي، لا تزال هناك فجوة كبيرة في توحيد النشطاء الإقليميين مع هؤلاء الموجودين في العاصمة.

## ملخص
| قانونية النشاط الجنسي المثلي                                                             | (قانوني منذ عام 1996)                            |
| المساواة في السن القانوني للنشاط الجنسي                                                  | (قانوني منذ عام 2002)                            |
| قوانين مكافحة التمييز في التوظيف                                                         | (منذ عام 2000)                                   |
| قوانين مكافحة التمييز في توفير السلع والخدمات                                            | (منذ عام 2000)                                   |
| قوانين مكافحة التمييز في جميع المجالات الأخرى (تتضمن التمييز غير المباشر، خطاب الكراهية) | (منذ عام 2006)                                   |
| زواج المثليين                                                                            | No                                               |
| الاعتراف القانوني بالعلاقات المثلية                                                      | (الشراكة المدنية مقترحة)                         |
| تبني أحد الشريكين للطفل البيولوجي للشريك الآخر                                           | No                                               |
| التبني المشترك للأزواج المثليين                                                          | No                                               |
| يسمح للمثليين والمثليات الخدمة علناً في القوات المسلحة                                    | Yes                                              |
| الحق بتغيير الجنس القانوني                                                               | (منذ عام 1996)                                   |
| علاج التحويل محظور على القاصرين                                                          | No                                               |
| الحصول على أطفال أنابيب للمثليات                                                         | (منذ عام 2005)                                   |
| الأمومة التلقائية للطفل بعد الولادة                                                      | No                                               |
| تأجير الأرحام التجاري للأزواج المثليين من الذكور                                         | (محظور لجميع الأزواج بغض النظر عن التوجه الجنسي) |
| السماح للرجال الذين مارسوا الجنس الشرجي بالتبرع بالدم                                    | No                                               |